# Avenir
Avenir (Авени́р, с фр. — «будущее») — гротескная гарнитура, созданная Адрианом Фрутигером и опубликованная в 1988 году компанией Linotype GmbH.
Слово avenir переводится с французского как «будущее». Как и предполагает название, гарнитура основана на гротескных гарнитурах геометрического стиля, созданных в 1920-х годах и использовавших круг как основу, таких как Erbar и Futura. Фрутигер создал Avenir как более органичную интерпретацию геометрического стиля, более равномерную в цвете и подходящую для расширенного текста, с деталями, ссылающимися на более традиционные гарнитуры, такими как двухъярусные «a» и «t» с завитком внизу, и буквы, такие как «о», в виде не правильных кругов, а овалов, но визуально более корректных.
Фрутигер описал Avenir как его лучшую работу:

Качество черчения, а не интеллектуальная идея — это мой шедевр. <…> Это был самый трудный шрифт, над которым я работал в моей жизни. Работая над ним, я всегда имел в виду человеческую природу. И важно то, что я разработал шрифт один, в тишине и покое — без подготовки помощников, никого не было. На нём след моей личности. Я горжусь тем, что сумел создать Avenir.
Оригинальный текст (англ.)The quality of the draughtsmanship – rather than the intellectual idea behind it — is my masterpiece. <…> It was the hardest typeface I have worked on in my life. Working on it, I always had human nature in mind. And what’s crucial is that I developed the typeface alone, in peace and quiet — no drafting assistants, no-one was there. My personality is stamped upon it. I’m proud that I was able to create Avenir.

## Релизы
Avenir был первоначально выпущен в 1988 году и имел три толщины, каждая с прямой и наклонной версией, и использовал стандарт Фрутигера двузначной толщины и ширины: 45 (book), 46 (book oblique), 55 (text weight), 56 (text weight oblique), (75)85 (heavy) и (76)86 (heavy oblique). Позже гарнитура была расширена до шести толщин, каждая с прямой и наклонной версией.
Оригинальный релиз Avenir имел толщины, очень похожие друг на друга и едва различимые. В своей автобиографии Фрутигер объясняет, что это была реакция на восприятие людьми цветов. Он предназначил немного более толстые варианты для белого по чёрному текста, чтобы он выглядел похоже на чёрный по белому.

### Avenir Next

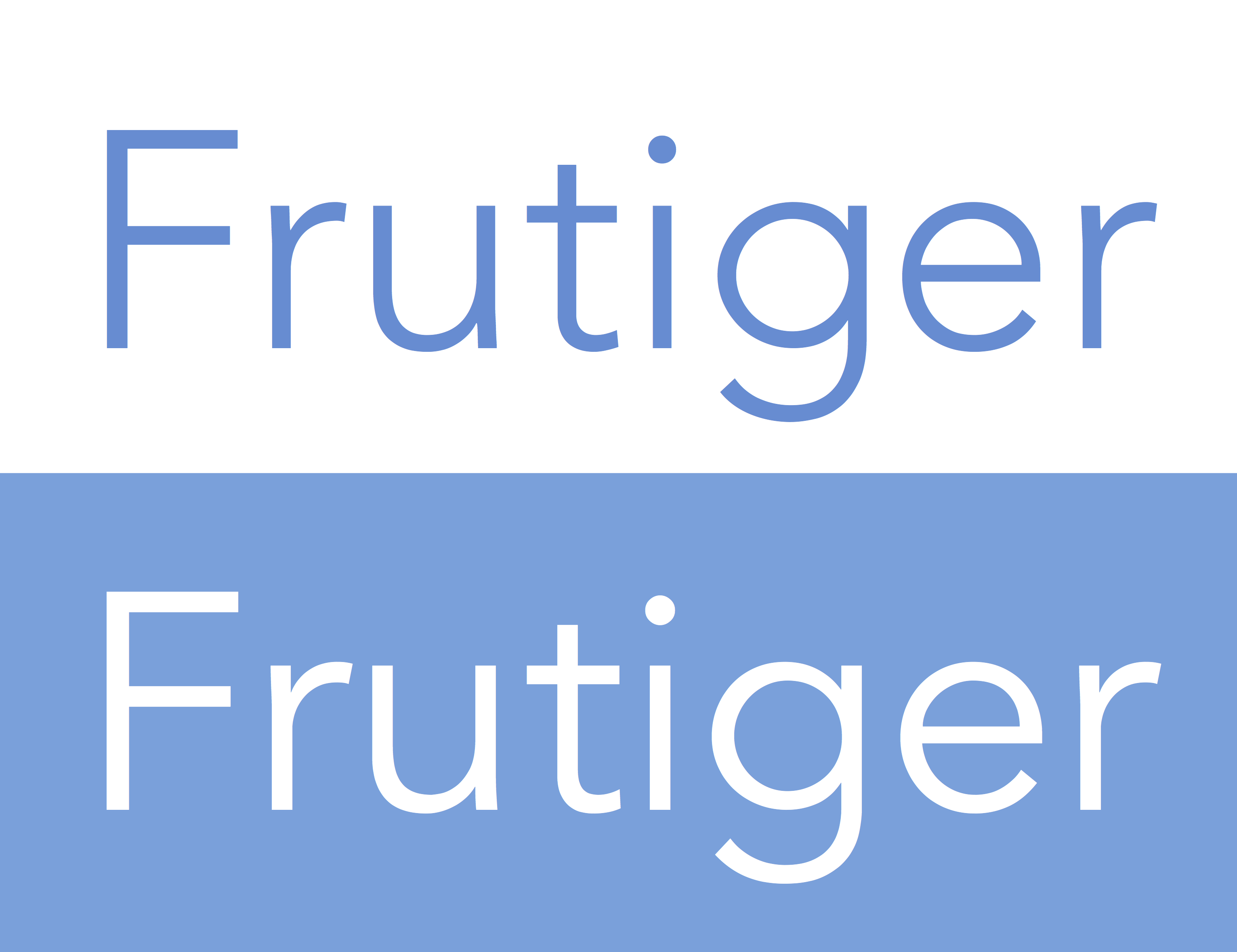
Сравнение толщин Avenir. Белый текст чуть толще.

Между 2004 и 2007 годами Фрутигер вместе с домашним дизайнером шрифтов Linotype Акирой Кобаяси переделал гарнитуру Avenir, расширив диапазон толщин и особенностей. Результат был назван Avenir Next.
Первый релиз гарнитуры был расширен до 24 шрифтов: шесть толщин, каждая с прямой и курсивной версией, в двух ширинах (обычной и сжатой). Система нумерации Фрутигера была отвергнута и заменена на более традиционные названия толщин. Набор глифов был расширен и включил капитель, минускульные цифры, подстрочные и надстрочные знаки и лигатуры.

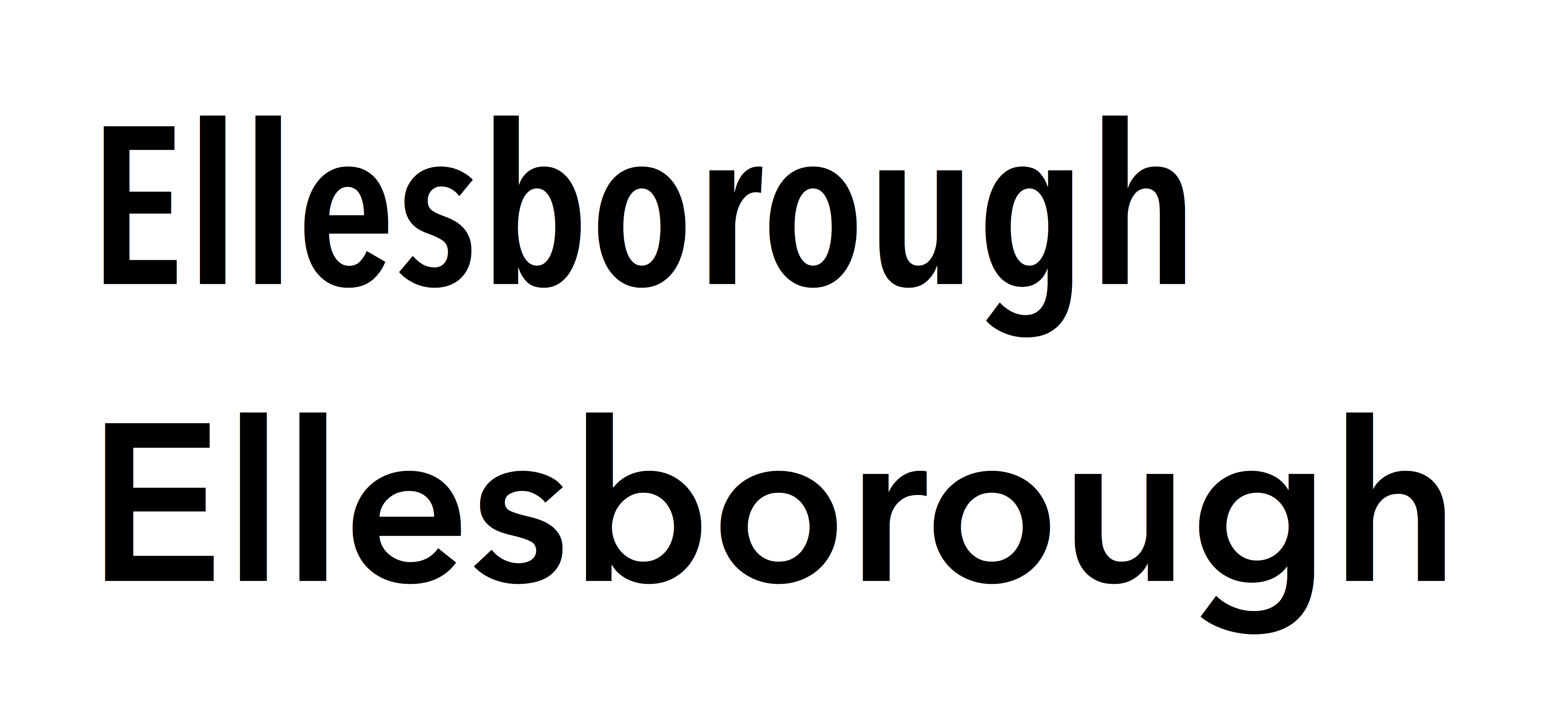
Avenir Next в сжатой (вверху) и обычной (внизу) ширинах

Две дополнительных толщины шрифта (light и thin) были добавлены в гарнитуру для релиза Avenir Next W1G, в результате получилось 32 шрифта. В этом релизе также были добавлены глифы для кириллицы и греческого алфавита, но только в обычной ширине.
Поэтому гарнитура включает следующие толщины: ultra light, thin, light, regular, medium, demi bold, bold и heavy, каждая в четырёх стилях (две ширины и курсив для каждой). Установка на OS X не включает толщины thin и light, но включает греческие и кириллические глифы в обычной ширине.

### Janna
Janna — это арабский вариант, разработанный Надин Шахин, основанный на оригинальном Avenir. Janna (араб. جنّة‎), что означает «рай» по-арабски, был впервые разработан в 2004 году в качестве шрифта для вывесок Американского университета Бейрута. Арабские глифы были основаны на ранее выпущенном шрифте Frutiger Arabic, но были более угловатыми.
Были созданы два прямых шрифта, в обычной и полужирной толщинах. Гарнитура поддерживает символы ISO Adobe 2, расширенной латиницы, арабские, персидские и урду, а также цифры для поддерживаемых языков.

### Avenir Next Rounded (2012)
Это версия Avenir Next с закругленными концами, разработанная Акирой Кобаяси и Сандрой Винтер.
Гарнитура включает 8 шрифтов в 4 толщинах (regular, medium, demi и bold) и 1 ширине (основанной на обычной) с прилагающимися курсивами. Особенности OpenType включают числители и знаменатели, дроби, стандартные лигатуры, обычные старостильные цифры, локализованные формы, научные символы, подстрочные и надстрочные символы и капитель.